# Macomona tortuosa
Macomona tortuosa is een tweekleppigensoort uit de familie van de Tellinidae. De wetenschappelijke naam van de soort is voor het eerst geldig gepubliceerd in 1867 door Sowerby.